# 茨城県立三和高等学校
茨城県立三和高等学校（いばらきけんりつ さんわこうとうがっこう）は、茨城県古河市に所在する公立の高等学校。

## 設置学科
- 普通科
  - ヒューマンサービスコース

## 概要
部活動の活性化を目指し、第1学年の8月までという期間限定での部活動全入制をとっている。また、平成13年度からはショベルカーやアーク溶接などの資格取得のための「特別教育」や、ワープロ検定、英語検定などの資格の取得に力を入れている。

## 沿革
- 1983年 - 三和高等学校誘致推進委員会設置
- 1985年 - 茨城県議会第3回定例会において、茨城県立高等学校設置条例の一部を改正する条例（茨城県条例第39号）により設置が議決される。昭和61年度入学者より募集、全日制普通科、生徒定員282名と決定
- 1985年 - 茨城県立三和高等学校準備のため、開校準備職員5名発令
- 1985年 - 校章制定
- 1986年 - 第1期本館（管理等・普通教室棟）鉄筋3階建、及び体育館（格技場・アリーナ兼講堂）鉄筋2階建竣工
- 1986年 - 茨城県立三和高等学校開校、教職員20名発令（総員25名となる）
- 1986年 - 開校式挙行、創立記念日とする
- 1986年 - 運動場整備工事完了
- 1987年 - 外構工事完了
- 1987年 - 自転車置き場完成
- 1987年 - 1年2学級増
- 1988年 - プール竣工
- 1989年 - 部室（23室）鉄筋2階建竣工
- 1990年 - 1年1学級増（臨時）
- 1993年 - 1年1学級減
- 1995年 - セミナーハウス（修和館）完成
- 1995年 - 10周年記念式典挙行
- 1995年 - 弓道場建設工事着工
- 1996年 - 弓道場竣工
- 1999年 - 体育館ピロティ改修工事完了
- 2000年 - 1年1学級減
- 2002年 - 1年1学級減
- 2004年 - 1年1学級減

## 教育方針
1. 基礎学力の向上をめざし，自ら学び自ら考える力を育てる
2. 規則正しい生活習慣を確立させる
3. 社会の規則を守り，心豊かな人間としての態度を育てる
4. たくましい心と丈夫な身体を備えた，溌剌とした人間を育てる
5. 創造性豊かな人間を育てる

- 校訓 - 誠心・精励・溌剌

## 交通
JR宇都宮線古河駅からバス、「諸川」下車。

## 著名な出身者
- 石崎剛 - プロ野球選手（千葉ロッテマリーンズ）
- 桜花由美 - 女子プロレスラー